# Dreibinden-Ziersalmler
Der Dreibinden-Ziersalmler (Nannostomus trifasciatus) gehört zur Familie der Schlanksalmler (Lebiasinidae) und kommt im nördlichen Südamerika im Stromgebiet des Amazonas und in Guayana vor.

## Merkmale
Mit einer Maximallänge von 6 Zentimeter gehört der Dreibinden-Ziersalmler zu den größeren Nannostomus-Arten. Er schwimmt waagerecht, hat den typischen, spindelförmigen Körper der Nannostomus-Arten und ist sehr schlank. Die Körperlänge beträgt das fünffache der Körperhöhe. Kopfoberseite und Rücken sind olivfarben, der Bauch ist weiß. Von der Schnauzenspitze bis zum unteren Teil des Schwanzstiels verläuft ein schwarzes Längsband, ein weiteres, vom Oberrand der Augen ausgehendes liegt darüber. Das untere Längsband erstreckt sich in der Bauchregion bis zur Afterflosse. Zwischen oberem und mittlerem Längsband sind die Fische golden gefärbt. Auf der Rückenflosse, der Afterflosse, den Bauchflossen und auf dem Schwanzstiel befinden sich rote Flecke. Eine Fettflosse kann vorhanden sein, sie liegt dann hinter der Afterflosse. Weibchen sind etwas blasser gefärbt. In der Nacht nehmen die Fische eine grüngraue bis gelblichgraue Nachtfärbung an und zeigen dann drei breite, dunkle Querstreifen.
- Flossenformel: Dorsale 2/8, Anale 3/9, Pectorale 1/9–10, Ventrale 3–7.
- Schuppenformel: QR 5, SL 3–5.

Dreibinden-Ziersalmler ernähren sich von kleinen Krebstieren, Insekten und Würmern.